# Pangutaran
Pangutaran è una municipalità di quarta classe delle Filippine, situata nella Provincia di Sulu, nella Regione Autonoma nel Mindanao Musulmano.
Pangutaran è formata da 16 baranggay:
- Alu Bunah
- Bangkilay
- Kawitan
- Kehi Niog
- Lantong Babag
- Lumah Dapdap
- Pandan Niog
- Panducan
- Panitikan
- Patutol
- Se-ipang
- Simbahan (Pob.)
- Suang Bunah
- Tonggasang
- Tubig Nonok
- Tubig Sallang